# Harlen Castillo
Harlen Alfred Castillo Moreno (Istmina, Chocó; 17 de agosto de 1993) es un futbolista colombiano que juega como guardameta en el Atlético Nacional de la Categoría Primera A de Colombia.

## Trayectoria
| Club              | País     | Año             |
| ----------------- | -------- | --------------- |
| Deportivo Pereira | Colombia | 2015 - 2022     |
| Atlético Nacional | Colombia | 2023 - Presente |

## Estadísticas
| Club                         | Div.          | Temporada     | Liga  | Liga  | Copas | Copas | Internacional | Internacional | Total | Total |
| Club                         | Div.          | Temporada     | Part. | Goles | Part. | Goles | Part.         | Goles         | Part. | Goles |
| ---------------------------- | ------------- | ------------- | ----- | ----- | ----- | ----- | ------------- | ------------- | ----- | ----- |
| Deportivo Pereira · Colombia | 2.a           | 2015          | 3     | 0     | 1     | 0     | —             | —             | 4     | 0     |
| Deportivo Pereira · Colombia | 2.a           | 2016          | 1     | 0     | 2     | 0     | —             | —             | 3     | 0     |
| Deportivo Pereira · Colombia | 2.a           | 2017          | 2     | 0     | 4     | 0     | —             | —             | 6     | 0     |
| Deportivo Pereira · Colombia | 2.a           | 2018          | 6     | 0     | 5     | 0     | —             | —             | 11    | 0     |
| Deportivo Pereira · Colombia | 2.a           | 2019          | 44    | 0     | 2     | 0     | —             | —             | 46    | 0     |
| Deportivo Pereira · Colombia | 1.a           | 2020          | 20    | 0     | 1     | 0     | —             | —             | 21    | 0     |
| Deportivo Pereira · Colombia | 1.a           | 2021          | 37    | 0     | 0     | 0     | —             | —             | 37    | 0     |
| Deportivo Pereira · Colombia | 1.a           | 2022          | 41    | 0     | 4     | 0     | —             | —             | 45    | 0     |
| Deportivo Pereira · Colombia | Total club    | Total club    | 154   | 0     | 19    | 0     | 0             | 0             | 173   | 0     |
| Atlético Nacional · Colombia | 1.a           | 2023          | 19    | 0     | 2     | 0     | 4             | 0             | 25    | 0     |
| Atlético Nacional · Colombia | 1.a           | 2024          | 25    | 0     | 2     | 0     | 0             | 0             | 27    | 0     |
| Atlético Nacional · Colombia | 1.a           | 2025          | 10    | 0     | 2     | 0     | 1             | 0             | 13    | 0     |
| Atlético Nacional · Colombia | Total club    | Total club    | 54    | 0     | 6     | 0     | 5             | 0             | 65    | 0     |
| Total carrera                | Total carrera | Total carrera | 208   | 0     | 25    | 0     | 5             | 0             | 238   | 0     |

## Palmarés

### Títulos nacionales
| Título                | Club              | País     | Año  |
| --------------------- | ----------------- | -------- | ---- |
| Categoría Primera B   | Deportivo Pereira | Colombia | 2019 |
| Torneo Finalización   | Deportivo Pereira | Colombia | 2022 |
| Superliga de Colombia | Atlético Nacional | Colombia | 2023 |
| Copa Colombia         | Atlético Nacional | Colombia | 2023 |
| Copa Colombia         | Atlético Nacional | Colombia | 2024 |
| Torneo Finalización   | Atlético Nacional | Colombia | 2024 |
| Superliga de Colombia | Atlético Nacional | Colombia | 2025 |